# Torneo Godó 1997
Il Torneo Godó 1997 è stato un torneo di tennis giocato sulla terra rossa. È stata la 45ª edizione del Torneo Godó, che fa parte della categoria Championship Series nell'ambito dell'ATP Tour 1997. Si è giocato al Real Club de Tenis Barcelona di Barcellona in Spagna, dal 14 al 20 aprile 1997.

## Campioni

### Singolare
Albert Costa ha battuto in finale  Albert Portas con il punteggio di 7–5, 6–4, 6–4

### Doppio
Alberto Berasategui /  Jordi Burillo hanno battuto in finale  Pablo Albano /  Àlex Corretja con il punteggio di 6–3, 7–5